# Merkabah

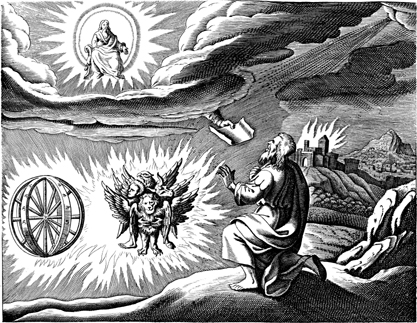
Visão de Ezequiel por Matthäus Merian (1593-1650).

Merkabah é uma tradição do misticismo judaico inicial que retrata o Merkabah ou Trono ou Carro de Deus, que podia subir ou descer através de diferentes câmaras ou palácios celestiais conhecidos como Hekhalot - o último deles revelava a divina Glória de Deus. Durante o período do Segundo Templo, a visão de Ezequiel foi interpretada com um voo místico para o céu, e os místicos cabalistas desenvolveram uma técnica para usar o símbolo do Merkabah como ponto focal da meditação. O místico faria uma viagem interior para os sete palácios e usaria os nomes mágicos secretos para garantir uma passagem segura por cada um deles. Até bem recentemente, esses procedimentos e fórmulas místicas só eram conhecidos pelos estudiosos da Cabala. Contudo, os textos relevantes do Hekhalot Maior - o principal trabalho dos místicos do Merkabah - foram publicados em inglês no importante livro intitulado "Meditation and Kabbalah" (1982), da autoria de Aryeh Kaplan.
O principal corpus da literatura Merkabah foi composto no período de 200-700 EC, embora referências posteriores à tradição da Carruagem também possam ser encontradas na literatura dos Chassidei Ashkenaz na Idade Média.

## Merkabah na ficção
- No romance de Richard Zimler "O Evangelho Segundo Lázaro, Jesus é um praticante de misticismo merkabah.